# Brachyphlebina inops
Brachyphlebina inops är en tvåvingeart som beskrevs av Borgmeier och Prado 1975. Brachyphlebina inops ingår i släktet Brachyphlebina och familjen puckelflugor. Inga underarter finns listade i Catalogue of Life.